# حصار النجف (1801)
في عام 1801، تعرضت مدينة النجف، إحدى أهم المدن الشيعية في العالم الإسلامي، لحصار عسكري من قبل قوات الحركة الوهابية. هذا الحصار كان جزءًا من التوترات المتزايدة بين الحركات الوهابية في الجزيرة العربية والمدن الشيعية المقدسة. النجف، بمكانتها الدينية وموقعها الاستراتيجي، شكلت هدفًا مهمًا للقوات الوهابية التي سعت إلى توسيع نفوذها في المنطقة. وعلى الرغم من قسوة الهجوم، تمكن أهل النجف من الصمود بفضل تنظيمهم الدفاعي وتدريبهم العسكري، مما جعل هذا الحصار حدثًا بارزًا في تاريخ المدينة.
مع بداية القرن التاسع عشر، شهدت الجزيرة العربية و الدولة العثمانية في العراق توترات سياسية ودينية متصاعدة. الحركة الوهابية، التي تأسست في منتصف القرن الثامن عشر، كانت تسعى إلى إعادة تفسير الإسلام وفقاً لمبادئها، وكانت تعتبر العديد من الممارسات الشيعية مخالفة للعقيدة الإسلامية من وجهة نظرها. في هذه الأجواء، برزت النجف كمدينة مركزية للدين الشيعي، حيث تضم ضريح الإمام علي بن أبي طالب، وتعد مرجعية دينية وسياسية مهمة في العالم الشيعي
تعد الحركة الوهابية تأسست على يد الشيخ محمد بن عبد الوهاب، وتبنت منهجًا دينيًا يركز على التوحيد ونبذ ما تعتبره بدعًا في الدين. بحلول عام 1801، كانت قوات الدولة السعودية الأولى بقيادة عبد العزيز بن محمد بن سعود قد تمكنت من توسيع نفوذها في أنحاء واسعة من الجزيرة العربية، وكانت تهدف إلى توسيع هذا النفوذ إلى العراق. الهجوم على النجف كان جزءًا من هذه الحملة الأوسع ضد المدن الشيعية التي تعتبرها الحركة مخالفة لعقيدتها.
كان أهل النجف يمثلون مزيجًا من العلماء، وشيوخ العشائر، والسكان المدنيين الذين كانوا يقدرون أهمية المدينة ومكانتها الدينية. القيادة الدينية والسياسية في النجف كانت مسؤولة عن تنظيم الدفاعات. بالتعاون مع القوات العثمانية المتمركزة في بغداد، تمكن النجفيون من حشد القوات وتحصين المدينة، مما جعلها قادرة على الصمود أمام الحصار الوهابي و مع إدراك النجفيين لاقتراب القوات الوهابية
بحر النجف
بدأوا في تحصين المدينة وتدريب السكان على أساليب الدفاع. الأسوار التي كانت تحيط بالنجف كانت معززة ومدعمة بشكل جيد، كما تم تنظيم فرق من المقاتلين من أبناء المدينة والعشائر المحيطة. بالإضافة إلى ذلك، تم تخصيص مخازن الطعام والماء لضمان قدرة المدينة على الصمود لفترة طويلة و باعتبار أن المواجهات المحتملة مع الوهابيين كانت تتطلب دقة عالية في الرماية، قام أهل النجف بتنظيم تدريبات مكثفة للرماية. كان يتم تدريب المقاتلين على استخدام الأسلحة المتاحة مثل البنادق والمدافع، وكانت التدريبات تُجرى في ساحات المدينة المفتوحة. الدقة في إصابة الأهداف كانت عنصرًا حاسمًا في الدفاع عن المدينة، حيث ساهمت في تعطيل محاولات الاقتحام الوهابي وإلحاق الخسائر في صفوفهم و في أوائل عام 1801، وصلت القوات الوهابية إلى أطراف النجف وبدأت في فرض الحصار عليها.
الهجوم بدأ بمحاولات لاختراق الأسوار وإضعاف دفاعات المدينة من خلال قصف متواصل ومحاولات اختراق مباشرة. مع ذلك، تمكن المدافعون من صد الهجمات الأولى باستخدام تكتيكات فعالة في الرماية وحسن استغلال التحصينات الطبيعية والبشرية في المدينة و كانت الهجمات الوهابية الأولى كانت عنيفة وسريعة، حيث حاولت القوات المهاجمة فرض سيطرتها على مداخل المدينة، لكن النجفيين كانوا مستعدين جيدًا. القناصون المتمركزون على الأسوار تمكنوا من إبطاء تقدم القوات المهاجمة وإلحاق خسائر بها و الوهابيون استخدموا تكتيكات تعتمد على الكرّ والفرّ، محاولين إيجاد ثغرات في دفاعات النجف. على الجانب الآخر، كانت تكتيكات النجفيين تعتمد على الدفاع الثابت والرماية الدقيقة. المدينة كانت محصنة جيدًا، مما جعل من الصعب على القوات الوهابية تحقيق تقدم كبير و رغم الحصار والقصف المستمر، تمكن أهل النجف من تنظيم حياتهم داخل المدينة. كانت الموارد الغذائية تُدار بحكمة لضمان استمرار الإمدادات، كما تم تخصيص فرق لإطفاء الحرائق وتقديم الإسعافات الأولية للجرحى و خلال فترة الحصار، أظهر أهل النجف تماسكًا اجتماعيًا ودينيًا كبيرًا. علماء الدين كانوا يلعبون دورًا محوريًا في تشجيع السكان على الصمود وتقديم الدعم النفسي والمعنوي. التعاون بين القبائل المختلفة في النجف كان أمرًا ضروريًا للحفاظ على وحدة الصف
بعد عدة أسابيع من الحصار، ومع تزايد الخسائر في صفوف القوات الوهابية، قرر المهاجمون الانسحاب. النجفيون تمكنوا من صد الهجوم بفضل تنظيمهم الدفاعي ومهاراتهم في الرماية، مما جعل من الحصار علامة فارقة في تاريخ المدينة وتعد هزيمة الوهابيين أمام أسوار النجف كانت ضربة قاسية لطموحاتهم في التوسع إلى شمال الجزيرة العربية والعراق. هذا الفشل أضعف موقفهم العسكري والسياسي لبعض الوقت، مما منح النجفيين فرصة لإعادة تنظيم صفوفهم وتعزيز دفاعاتهم بعد رفع الحصار، عزز أهل النجف تحصيناتهم وزادوا من استعداداتهم لأي هجوم مستقبلي. الحصار لم يكن نهاية الصراع بين النجف والوهابيين، لكنه كان بمثابة محطة مهمة في تاريخ المدينة ودفاعها عن معتقداتها و يعد حصار النجف عام 1801 يظل حدثًا مهمًا في تاريخ العراق حيث المدينة استطاعت أن تصمد في وجه قوات عسكرية مدعومة بعقيدة دينية صارمة، مما عزز مكانتها كرمز للمقاومة.